# Mykolajiwka (Berdjansk)
Mykolajiwka (ukrainisch Миколаївка; russisch Николаевка Nikolajewka) ist ein Dorf im Süden der ukrainischen Oblast Saporischschja mit etwa 1300 Einwohnern (2001) und einer Fläche von 6,678 km².

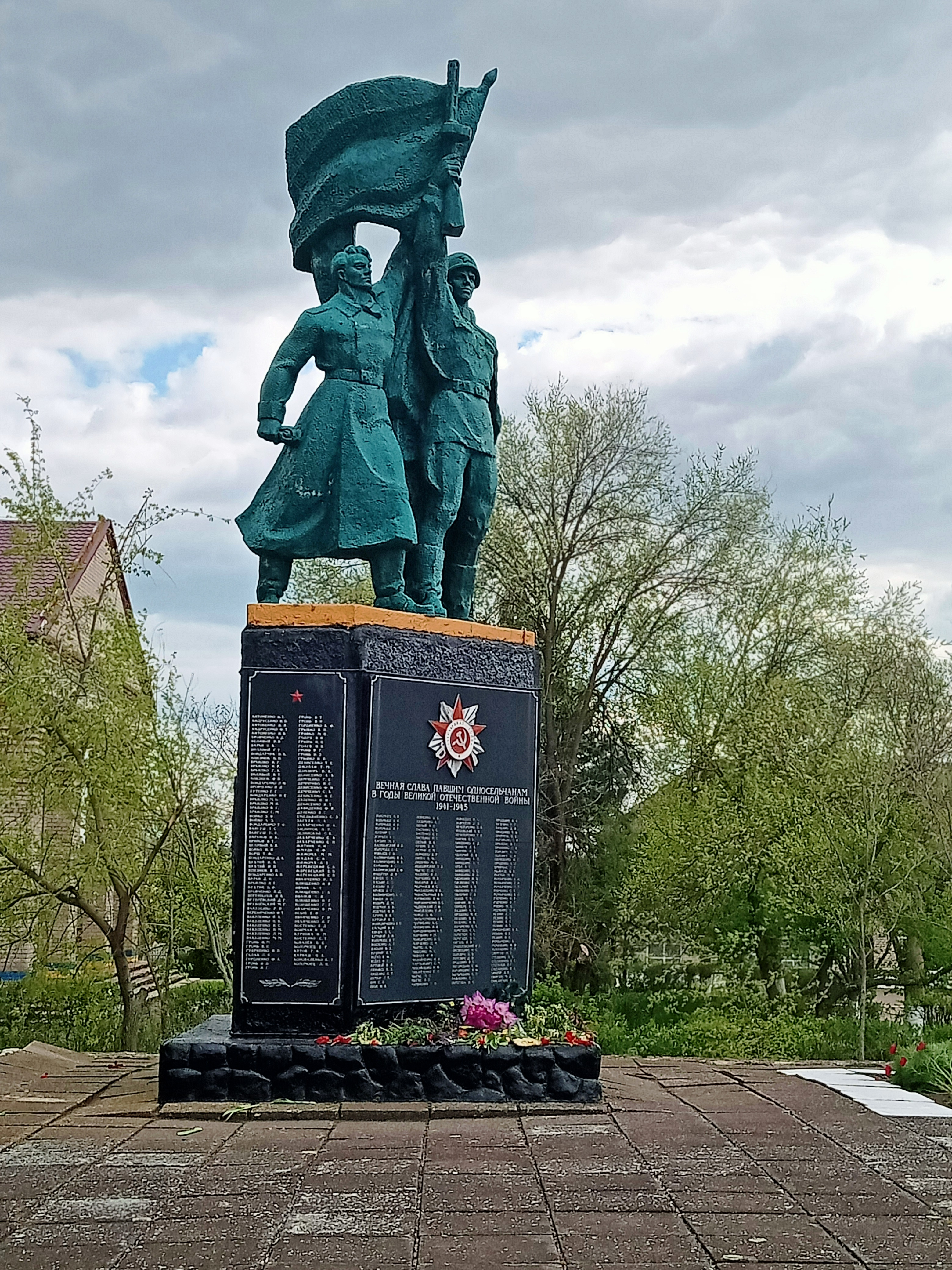
Denkmal im Ort

Die ersten Siedler des 1803 gegründeten Dorfes (eine weitere Quelle nennt 1812 als Gründungsjahr) waren Staatsbauern aus den Provinzen Poltawa und Tschernigow.
Mykolajiwka gehört seit August 2015 administrativ zur Landgemeinde Berestowe (Берестівська громада) im Osten des Rajon Berdjansk und war bis dahin das administrative Zentrum einer Landratsgemeinde.
Mykolajiwka liegt auf einer Höhe von 63 m am rechten Ufer der Berda, einem 130 km langen Zufluss des Asowsche Meeres, 15 km südlich vom Gemeindezentrum Berestowe, 32 km nördlich vom Rajonzentrum Berdjansk und 58 km westlich der Stadt Mariupol. Das Oblastzentrum Saporischschja befindet sich etwa 180 km nordwestlich von Mykolajiwka. Westlich vom Dorf verläuft die Territorialstraße T–08–19.

## Söhne und Töchter des Orts
- Piama Gaidenko (1934–2021), sowjetische bzw. russische Philosophin und Hochschullehrerin